# Sant’Anna la Misericordia

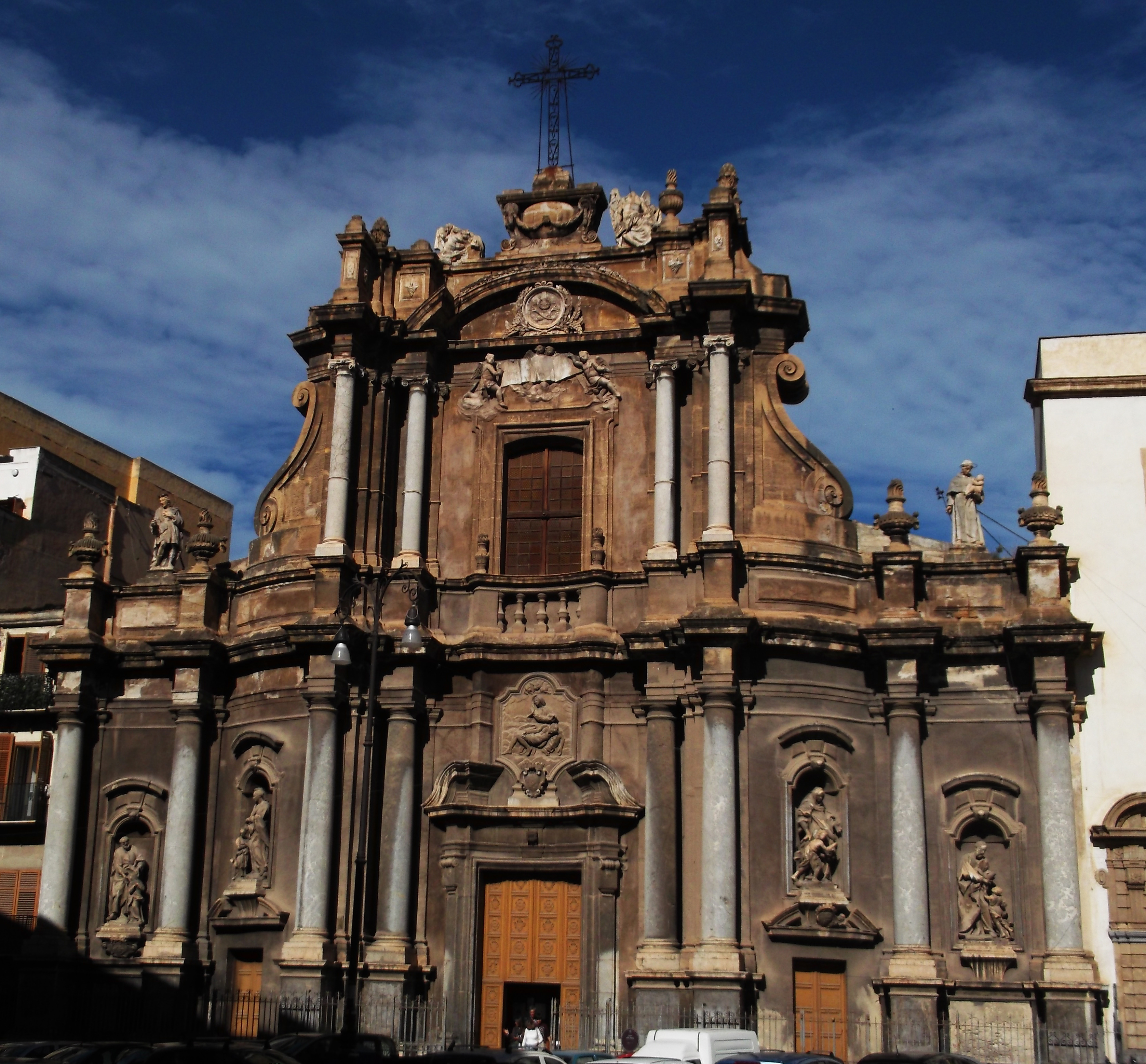
Sant’Anna la Misericordia

Die Santa Maria della Misericordia, genannt Sant’Anna la Misericordia ist eine Kirche des Barock in Palermo.
Im 16. Jahrhundert wurde östlich der Via Roma an der Straße zum Hafen ein Franziskanerkonvent erbaut. Die Klosterkirche Sant’Anna wurde gegen Ende des 16. Jahrhunderts nach einem Entwurf von Mariano Smiriglio errichtet und 1639 geweiht. Nach dem Erdbeben von 1726 wurden Teile der Kirche und die Fassade von Giovanni Biagio Amico renoviert.
In den Klosterbauten mit einem vollständig erhaltenen Kreuzgang im gotisch-katalanischen Stil ist heute das Museum für Moderne Kunst (Galleria d’Arte Moderna (Palermo)) untergebracht.
Die aufwändig gestaltete Fassade folgt den Anregungen des römischen Barock Francesco Borrominis. Im Stil einer Schauwand ist sie in konkave und konvexe Schwünge gegliedert, die durch helle Säulen voneinander abgegrenzt sind. Rundnischen mit Figuren, Statuen an den Ecken, Steinvasen und Voluten vervollständigen die Bauornamentik. Die Kirche ist zeitweise geöffnet und kann besucht werden, meistens am Nachmittag. Nur das linke Seitenschiff wird durch Gerüste abgestützt und befindet sich in einem schlechten Zustand.